# 龔勉
龔勉（1536年—1607年），字子勤，初號雲屋，更號毅所，直隸常州府無錫縣人，軍籍，明朝政治人物。

## 生平
嘉靖四十三年（1564年）甲子科應天府鄉試第一百一名舉人。隆慶二年（1568年）中式戊辰科會試第一百五十七名，三甲第三十三名進士。授浙江嘉兴县知县。丁父憂歸，萬曆元年補任河间府吴桥县，擢升南京刑部主事，居郎署六載，万历九年（1581年）出任嘉兴府知府，十五年十一月升浙江右参政，分守金衢道，历浙江按察使，以考察调簡。
萬曆二十三年（1595年）四月起官山東濟寧道按察使，二十五年五月升浙江右布政使。

## 家族
曾祖龔文迪；祖父龔懲；父龔雱，母徐氏。严侍下。兄龔助、龔恪。女婿邵起宗、浦夢熊、谢守廉（兵部主事葵峰公子）、王渭一。孫维祖、绍祖、继祖。